# علم الخوارزميات

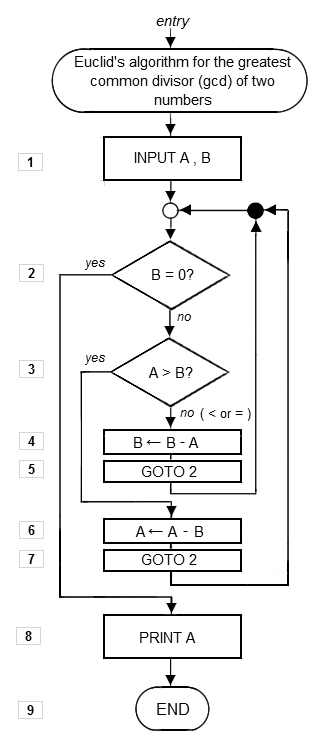

علم الخوارزميات له ثلاثة فروع وهي: تصميم الخوارميات ونظرية تعقد الخوارزميات وتحليل الخوارزميات. الأول إيجاد طريق لحل المسألة والثاني تعيين صعوبة المسائل والثالث معرفة متعلقات المسألة مثل الزمن ومساحة الحفظ الكافيين للخوارزمية لحل المسألة.